# Brezje (miasto Sveta Nedelja)
Brezje – wieś w Chorwacji, w żupanii zagrzebskiej, w mieście Sveta Nedelja. W 2011 roku liczyła 1506 mieszkańców.